# Дей Олексій Іванович
Олексій Іванович Дей (30 березня 1921, Синявка — 6 серпня 1986, Київ) — український літературознавець, фольклорист. Автор праць з історії української літератури, журналістики, фольклористики, книгознавства.

## Життєпис
Народився 30 березня 1921 року в селі Синявці (тепер Менського району Чернігівської області).
У 1942 закінчив Об'єднаний Український університет у Кизил-Орді (Казахської РСР).
Протягом 1962—1986 працював завідувачем відділу фольклористики Інституту мистецтвознавства, фольклору і етнографії АН УРСР.
Він — автор праць із фольклористики, літературознавства, журналістики. У доробку О. І. Дея — дослідження про фольклористичну діяльність М. Рильського, М. Павлика, В. Гнатюка, Лесі Українки. А. Кримського та ін., про зв'язок із фольклором творчості Марка Вовчка, І. Франка, І. Нечуя-Левицького, П. Грабовського, М. Рильського та ін. Особливу увагу Олексій Іванович приділяв життю й діяльності І. Франка. За франкознавчі дослідження він був удостоєний премії ім. І. Я. Франка АН УРСР (1983).
Працював над створенням бібліографічних джерел для потреб літературознавчої науки, бібліографував творчість І. Франка, зокрема його праці з фольклору, рукописну спадщину. Олексій Іванович — автор критично-бібліографічних оглядів франкіани, анотованого переліку дисциплін, присвяченого І. Франку (у співавторстві з О. Морозом).
Протягом 12 років (з 1947 р.) він створював картотеку псевдонімів та криптонімів діячів української культури й осіб, які певною мірою були пов'язані з нею. На основі картотеки було підготовлено «Словник українських псевдонімів та криптонімів (XVI–XX ст.)» (1969). При цьому він використав доробок Ярослава Дашкевича з цієї тематики (який він підготував у 1946—1949 роках як працівник Львівської державної бібліотеки, але не видав, оскільки в 1949 році був арештований), не згадавши про це. Після звернення Дашкевича, було проведене розслідування, за результатами якого партійне бюро інституту визнало поведінку Дея як «недостойну високого звання комуніста і радянського науковця» та зобов'язало його «юридично оформити використання матеріалу, що збирався у плановому порядку як державна тема Львівською державною науковою бібліотекою».
Розробив наукову концепцію видання багатотомної серії «Українська народна творчість», підготував збірник фольклорних записів З. Доленги-Ходаковського (1974), О. та Ф. Бодянських (1978), Марка Вовчка та О. Марковича (1983); редагував і рецензував бібліографічні покажчики.

## Публікації Олексія Дея
- До питання про вивчення спадщини Івана Франка // Іван Франко: ст. і матеріали. — Х., 1952. — Зб. 3. — С. 185—208. — У співавт.
- Бібліографія праць Франка з фольклору // Дей О. І. Іван Франко — дослідник народно-поетичної творчості. — К., 1953. — С. 78–91.
- Іван Франко в бібліографії // Іван Якович Франко: кат. творів письм. та літ. про нього. — Л., 1956. — С. 5–8.
- До питання про вивчення спадщини Івана Франка: [критич.-бібліогр. огляд основ. літ. та дис. про життя і діяльн. І. Франка] // Слово про великого Каменяра: зб. ст. до 100-річчя з дня народж. Івана Франка. — К., 1956. — Т. 2. — С. 550—595. — У співавт.
- Нові дисертації по франкознавству (1952—1955) // Іван Франко: ст. і матеріали. — Львів, 1956. — Зб. 5. — С. 387—406. — У співавт.
- Українська революційно-демократична журналістика. — К., 1959.
- Книга і друкарство на Україні. — К., 1965. — У співавт.
- Автографи Івана Франка у львівських архівах та бібліотеках: покажчик // Арх. України. — 1966. — № 3. — С. 84–90. — У співавт.
- Народні пісні Буковини в записах Ю. Федьковича. — К., 1968. — У співавт.
- Словник українських псевдонімів та криптонімів (XVI–XX ст.). — К., 1969.
- Сторінки з історії української фольклористики. — К., 1975.
- Фольклористично-збирацька діяльність Осипа та Федора Бодянського // Народна творчість і етнографія. — 1977. — № 2. — С. 33–44.
- Поетика української народної пісні. — К., 1978.
- І. Франко. Життя і діяльність. — К., 1981.
- Історія української дожовтневої журналістики. — Львів, 1983. — У співавт.